# Stephen Barclay
Stephen Paul Barclay (Lytham St Annes, Engeland, 3 mei 1972) is een Britse politicus. Hij is lid van de Conservatieve Partij en sinds 2010 lid van het Lagerhuis voor North East Cambridgeshire. Hij bekleedde posten in de regeringen van Theresa May en Boris Johnson. 
In het kabinet-Johnson I was hij minister voor het verlaten van de Europese Unie (Brexit-minister).  Daarna werd hij achtereenvolgens Chief Secretary to the Treasury, een post te vergelijken met onderminister voor Financiën, Chancellor of the Duchy of Lancaster en Minister voor Kabinetszaken. In het kabinet Johnson II was hij korte tijd minister van volksgezondheid, een post die hij ook had in het kabinet van Rishi Sunak. Van november 2023 tot juli 2024 was hij minister van Milieu.

## Biografie
Barclay deed na de middelbare school een tussenjaarprogramma aan de Britse militaire academie Sandhurst, en diende korte tijd als tweede luitenant in het leger. Hij studeerde daarna geschiedenis en rechten aan de Universiteit van Cambridge. Hij werkte tijdens zijn opleiding tot advocaat bij een groot advocatenkantoor in Londen. Daarna werkte hij bij de Financial Services Authority (een financiële toezichthouder), bij de verzekeringsmaatschappij Axa en bij de bank Barclays, waar hij het hoofd was van de afdeling die onder andere belast was het bestrijden van witwassen.
Barclay is sinds 1994 lid van de Conservatieve Partij. Hij werd gezien als een veelbelovende kandidaat in het streven van de partij onder David Cameron om een breder publiek aan te spreken. Bij de Lagerhuisverkiezingen van 1997 en 2001 lukte het hem niet om een zetel te veroveren. Bij de verkiezingen van mei 2010 werd hij met een meerderheid van 16.425 stemmen gekozen in het kiesdistrict Noordoost-Cambridgeshire. Na de verkiezingen werd hij door collega-parlementsleden gekozen als lid van de Public Accounts Committee, een commissie die de overheidsuitgaven onder de loep neemt.  
Hij was in de regeringen van Theresa May van juni 2017 tot januari 2018 staatssecretaris economische zaken en van januari 2018 tot november 2018 staatssecretaris bij het ministerie van volksgezondheid en sociale zorg.
Barclay werd in november 2018 na het aftreden van Dominic Raab door Theresa May benoemd tot minister voor het verlaten van de Europese Unie (Brexit-minister). Barclay zou zich vooral bezighouden met de binnenlandse voorbereidingen en niet met de onderhandelingen met de EU. Na het aftreden van Theresa May in juli 2019 hield hij zijn rol als Brexit-minister in de regering van haar opvolger Boris Johnson. Deze ministerpost hield op te bestaan toen het Verenigd Koninkrijk op 31 januari 2020 de EU verliet. Op 13 februari 2020 benoemde Johnson hem tot Chief Secretary to the Treasury, een post te vergelijken met onderminister voor Financiën.
Bij de herschikking van het kabinet Johnson II op 15 september 2021 werd Barclay Chancellor of the Duchy of Lancaster, een functie vergelijkbaar met een minister zonder portefeuille, en Minister voor Kabinetszaken. Op 5 februari 2022 benoemde Boris Johnson hem naast deze functies ook tot stafchef van 10 Downing Street. Hij volgde Dan Rosenfield op; deze had ontslag genomen ten tijde van het schandaal over feestjes die gedurende de COVID-19 pandemie op 10 Downing Street waren gegeven.
Op 5 juli 2022 benoemde Johnson Barclay tot minister van Volksgezondheid, als opvolger van Sajid Javid. Nadat Johnson zijn aftreden had aangekondigd, steunde Barclay de kandidatuur van Rishi Sunak in de strijd om het leiderschap van de Conservatieve Partij.  De uiteindelijke winnaar, Liz Truss, benoemde hem niet in haar kabinet. Na haar aftreden op 25 oktober 2022 volgde Sunak haar op als premier; hij benoemde Barclay weer tot minister van Volksgezondheid.Op 13 november 2023 werd Barclay minister van Milieu.  
Na de door de Conservatieven verloren Lagerhuisverkiezingen van 4 juli 2024 was hij enkele maanden lid van het Conservatieve schaduwkabinet onder leiding van Rishi Sunak, ook voor de post Milieu. Hij gaf aan niet beschikbaar te zijn voor een post in het schaduwkabinet van Sunaks opvolger Kemi Badenoch, en is sinds 4 november 2024 backbencher.  

## Externe bronnen
- Website van Stephen Barclay

- Gemeinsame Normdatei: 1171612583
- Virtual International Authority File: 33153713934458662614